# Linda Grant
Linda Grant (Liverpool, 15 febbraio 1951) è una scrittrice e giornalista britannica.

## Biografia
Nata a Liverpool nel 1951, vive e lavora a Londra. Figlia di ebrei immigrati dalla Russia e dalla Polonia, studia prima all'Accademia Belvedere e all'Università di York, in seguito completa i propri corsi all'Università McMaster e successivamente alla Simon Fraser University, entrambe in Canada dove vive dal 1977 al 1984.
Tornata in Inghilterra nel 1985, comincia a dedicarsi all' attività giornalistica presso il Guardian prima di esordire nel 1993 con un saggio sulla rivoluzione sessuale.
Il primo romanzo esce nel 1995 e ne fanno seguito altri sei tra i quali Quando vivevo nel domani risulta vincitore, tra sospetti rigettati di plagio, dell'Orange Prize nel 2000.
Nel 2020 ha vinto il Premio Jewish Quarterly-Wingate con il romanzo A Stranger City.

## Opere

### Romanzi
- The Cast Iron Shore (1995)
- Quando vivevo nel domani (When I Lived in Modern Times) (2000), Milano, Rizzoli, 2001 ISBN 88-17-86743-8.
- Still Here (2002)
- The Clothes on Their Backs (2008)
- We Had It So Good (2011)
- Upstairs at the Party (2014)
- The Dark Circle (2016)
- A Stranger City (2019)

### Saggi
- Sexing the Millennium: A Political History of the Sexual Revolution (1993)
- Ricordami chi sono (Remind Me Who I Am, Again) (1998), Torino, Bollati Boringhieri, 1999 ISBN 88-339-1170-5.
- Gente di strada: notizie da Israele (The People on the Street, a writer's view of Israel) (2006), Padova, Alet, 2007 ISBN 978-88-7520-028-2.
- The Thoughtful Dresser (2009)